# 12 Brygada Kawalerii (austro-węgierska)
12 Brygada Kawalerii (12. Cav.-Brig., 12. KBrig.) – brygada kawalerii cesarskiej i królewskiej Armii. 
W 1895 roku 12 Brygada Kawalerii stacjonowała na terytorium 12 Korpusu. Komenda brygady znajdowała się w Sybinie (węg. Nagyszeben, niem. Hermannstadt) i była podporządkowana bezpośrednio komendantowi 12 Korpusu. W skład brygady wchodziły:
- Pułk Huzarów Nr 1,
- Pułk Huzarów Nr 2[1].

W 1908 roku Pułk Huzarów Nr 1 został przeniesiony na terytorium 2 Korpusu i włączony w skład 17 Brygady Kawalerii. W jego miejsce, w skład 12 Brygady Kawalerii został włączony Pułk Huzarów Nr 4, który dotychczas stacjonował na terenie 2 Korpusu i wchodził w skład 17 Brygady Kawalerii.
W 1912 roku brygada została włączona w skład 1 Dywizji Kawalerii, która była rozlokowana na terytorium 7 Korpusu. Komendant brygady podlegał komendantowi 1 Dywizji Kawalerii za pośrednictwem komendanta 12 Korpusu. Dyslokacja, skład i podporządkowanie brygady nie uległo zmianie do 1914 roku.
W latach 1908–1914 w skład brygady wchodził:
- Pułk Huzarów Nr 2,
- Pułk Huzarów Nr 4[6][7].

## Komendanci brygady
- płk / gen. mjr Władysław von Smagalski (VIII 1872 – 1 VI 1876 → stan spoczynku[8])
- płk / gen. mjr Alois Haizinger (1876 – 1879 → komendant 5 Brygady Kawalerii)
- gen. mjr Alois Pokorny[9] (1879 – 1881 → komendant 7 Brygady Kawalerii)
- gen. mjr Ferdinand von Meyszner (1881 – 1883 → stan spoczynku w stopniu tytularnego FML)
- gen. mjr Mieczysław Łaszowski von Kraszkowice (III 1883 – IV 1885 → urlopowany[10])
- gen. mjr Hilbert August Engelhard Löhneysen (1885 – 1886 → komendant 8 Brygady Kawalerii)
- gen. mjr Maximilian Schönfeld (1886 – 1 IV 1889 → stan spoczynku)
- gen. mjr Georg Georgevits de Apádia (1889 – 1890 → komendant 16 Brygady Kawalerii)
- gen. mjr Markus von Czerlien (1890 – 1891 → urlopowany)
- płk / gen. mjr Erich von Engel (1891 – 1894 → komendant 5 Brygady Kawalerii)
- gen. mjr Heinrich Johann Friedrich Polko[9] (1894 – 1896 → komendant 4 Brygady Kawalerii)
- płk / gen. mjr Robert Anderle von Sylor (1896 – 1 V 1900 → stan spoczynku w stopniu tytularnego FML)
- gen. mjr Alexander Maria von Alexander (1900 – 1 XII 1901 → stan spoczynku)
- płk Emil von Magdeburg (1901 – 1904 → stan spoczynku)
- płk / gen. mjr Karl Kirchbach (1904 – 1907 → komendant 10 Brygady Kawalerii)
- gen. mjr Adolf Gayer von Ehrenberg (1907 – 1911 → komendant Dywizji Kawalerii Temeszwar)
- gen. mjr Theodor von Worafka (1911 – 1 XII 1912 → stan spoczynku)
- gen. mjr Johann Ostermuth von Csajkov (1913 – 1914[11])